# Llanwnnen
Llanwnnen est un village et une communauté du Ceredigion, au pays de Galles.

## Géographie
Llanlwnnen est situé dans le sud du Ceredigion, à la frontière du Carmarthenshire matérialisée par la Teifi. La route A475 (en) le relie à la ville de Lampeter, à 5 km à l'est.

## Démographie
Au recensement de 2011, la communauté de Llanwnnen comptait 490 habitants.